# Karl H. Vigl
Karl Hermann Vigl (* 6. Mai 1939 in Lengmoos, Ritten, Südtirol; † 26. September 2021 in Meran) war ein Südtiroler Chorleiter, Kapellmeister und Komponist. Er war vorwiegend als Publizist und durch seine Medientätigkeiten bekannt.

## Wirken
Vigl wurde als Sohn des Lehrers, Organisten, Kapellmeisters und Komponisten Karl Vigl (1898–1965) in Lengmoos geboren. 1959 legte er erfolgreich seine Maturaprüfung ab. Ab 1991 lebte er in Meran-Obermais. Nach seinem Ableben wurde er in Untermais beigesetzt.

### Lehrtätigkeit
Wie schon sein Vater und ein Großvater ergriff auch Karl Hermann Vigl den Lehrerberuf.
Als Volksschullehrer war er in Tiers, Kaltern und im Sarntal tätig, dann Bibliotheksleiter in Bozen, dann von 1972 bis 1978 als Deutschlehrer an den italienischen Mittelschulen in Bozen, Neumarkt und Leifers, und danach wieder als Volksschullehrer in Branzoll, Montiggl und Girlan.

### Musikalisches Wirken
Vigl studierte Klavier, Orgel und Violine. Beim Militär entdeckte er seine Liebe zum Horn. Er absolvierte  private Studien und Lehrgänge im Bereich der Musiktheorie bei Andrea Mascagni (Tonsatzlehre), Henk Badings, Oswald Jaeggi, Hugo Herrmann und Helmut Degen sowie in der Zwölftontechnik bei René Leibowitz. Dann studierte er in Cremona Musikpaläografie mit Schwerpunkten in Neumenkunde, frühe Mehrstimmigkeit, Liturgik und vokal-instrumentale Kapellpraxis.
Neben seiner Tätigkeit als Lehrer leitete Vigl mehrere Chöre und Kapellen, von 1959 bis 1961 den Kirchenchor und die Musikkapelle in Tiers, danach von 1961 bis 1964 die Musikkapelle Sarnthein sowie von 1961 bis 1971 den Männergesangverein (MGV) Gries, von 1963 bis 1977 als jüngster Bundeschorleiter den Südtiroler Sängerbund (seit 2010 Südtiroler Chorverband), von 1965 bis 1977 den Singkreis J. E. Ploner in Leifers, von 1968 bis 1973 den Lehrersingkreis Bozen, von 1974 bis 1977 den MGV Meran, von 1977 bis 1983 den Frauenchor Tramin und von 1978 bis 1984 die Musikkapelle Branzoll. Ab 1989 leitete er den Kirchenchor Neumarkt. In seiner Zeit als Bundeschormeister des Südtiroler Sängerbunds fokussierte er die Umsetzung des vokal-instrumentalen Grundsatzes „cantare et sonare“ durch das Zusammenwirken von Bläsern und Sängern. Seine Kompositionen sind vorwiegend der sogenannten Gebrauchsmusik zuzuordnen.
1980 wurde er Mitglied im Südtiroler Künstlerbund und leitete dort von 1980 bis 1990 die Fachgruppe Musik. 1974 war er Gründungsmitglied der Internationalen Gesellschaft zur Erforschung und Förderung der Blasmusik (IGEB) an, wo er ab 1988 im Vorstand tätig war und 2000 Vize-Präsident wurde. 2009 wurde er zum Ehrenmitglied der IGEB ernannt.

### Medientätigkeiten
Vigl war ab 1968 freier Mitarbeiter in der Programmabteilung bei Rai Südtirol für E-Musik. Von 1975 bis 1979 war er Chefredakteur der „Südtiroler Volkskultur“, die als Organ des Landesverbandes für Heimatpflege in Südtirol vom Verband Südtiroler Musikkapellen (VSM) herausgegeben wird. Von 1981 bis 1995 war er als Rezensent in der Kulturredaktion der Südtiroler Tageszeitung Dolomiten.